# Prästeståndets ledamöter vid urtima riksdagen 1844–1845
Vid urtima riksdagen 1844–1845 ingick följande ledamöter i prästeståndet.
Biskoparna och pastor primarius i Stockholm var självskrivna, medan övriga präster utsågs för respektive stift. Prästerskapet i Stockholms stad utsåg egna företrädare. Därtill skulle universiteten samt Vetenskapsakademien utse riksdagsmän, vilka skulle ingå i prästerskapet i dess egenskap av det lärda ståndet. Uppsala och Lunds universitet skulle utse vardera minst en, högst två riksdagsmän, som skulle vara "Profeßor från de werldslige Faculteterna", medan Vetenskapsakademien skulle utse två "Ofrälse Civile Ledamöter" som riksdagsmän.
Stiften förtecknas i den ordning de anges i prästeståndets protokoll.

### Uppsala ärkestift
- Ärkebiskop Carl Fredrik af Wingård
- Lars Olof Berg
- Carl Fredrik Björkman
- Anders Erik Knös
- Olof Filip Utterström
- Erik Samuel Ödmann

### Linköpings stift
- Biskop Johan Jacob Hedrén
- Nils Jacob Anjou
- Anders Jacob Broman
- Jonas Janzon
- Lars Laurenius
- Christian Stenhammar
- Johan Haqvin Wallman

### Skara stift
- Biskop Johan Albert Butsch
- Gustaf Bergstrand
- Per Olof Carlander
- Sven Magnus Liedzén
- Sven Lundblad
- Bernhard Stabeck

### Strängnäs stift
- Biskop Hans Olof Holmström
- Wilhelm Gumælius
- Johan Gustaf Hedin
- Georg Helén
- Johan Jacob Nibelius
- Olof Ulrik Uddén

### Västerås stift
- Biskop Gustaf Nibelius
- Olof Ulric Arborelius
- Gabriel Hwasser
- Samuel Lorentz Ljungdahl
- Isak Norström
- Carl Gustaf Odelberg

### Växjö stift
- Biskop Esaias Tegnér (frånvarande)
- Anders Gustaf Ahlstrand
- Johan Magnus Almqvist
- Johan Ekstrand

### Lunds stift
- Biskop Wilhelm Faxe (frånvarande)
- Christian Gissel Berlin
- Carl Hallbeck
- Henrik Reuterdahl
- Johan Henrik Thomander

### Göteborgs stift
- Biskop Anders Bruhn
- Sven Peter Bexell
- Justus Osterman
- Carl Adolf Thudén

### Kalmar stift
- Biskop Anders Carlsson af Kullberg (frånvarande)
- Anders Georg Elfström
- Anders Sandberg

### Karlstads stift
- Biskop Carl Adolph Agardh
- Johannes Hardin
- Anders Lignell
- Olof Hildebrand Schröder

### Härnösands stift
- Biskop Frans Michael Franzén (frånvarande)
- Anders Abraham Grafström
- Anders Sidner
- Adolf Säve

### Visby stift
- Biskop Carl Erik Hallström
- Johan Gahne
- Henrik Lyth

### Stockholms stad
- Pastor primarius Abraham Zacharias Pettersson
- Mårten Christoffer Bergvall
- Erik Delin
- Josef Wallin

### Uppsala universitet
- Elias Fries

### Lunds universitet
- Bengt Magnus Bolméer

### Vetenskapsakademien
- Nils Haqvin Selander
- Peter Fredrik Wahlberg